# Лестница гигантов
Лестница гигантов (итал. Scala dei Giganti) — памятник архитектуры Венеции эпохи Возрождения. Находится во дворе Дворца дожей и примыкает к западному фасаду парадного двора.

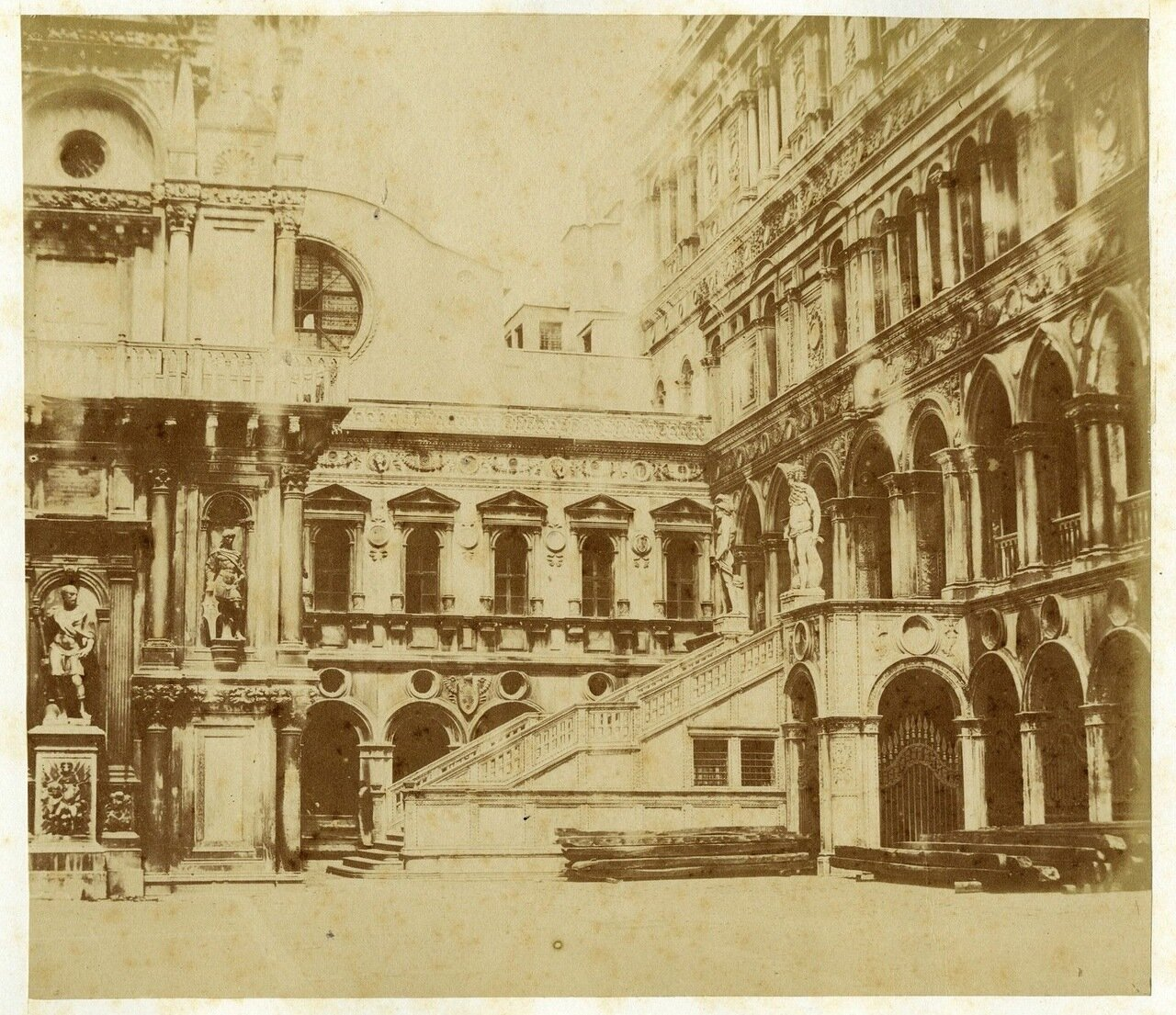
Крыльцо во дворе дворца дожей. Фото около 1855 г.

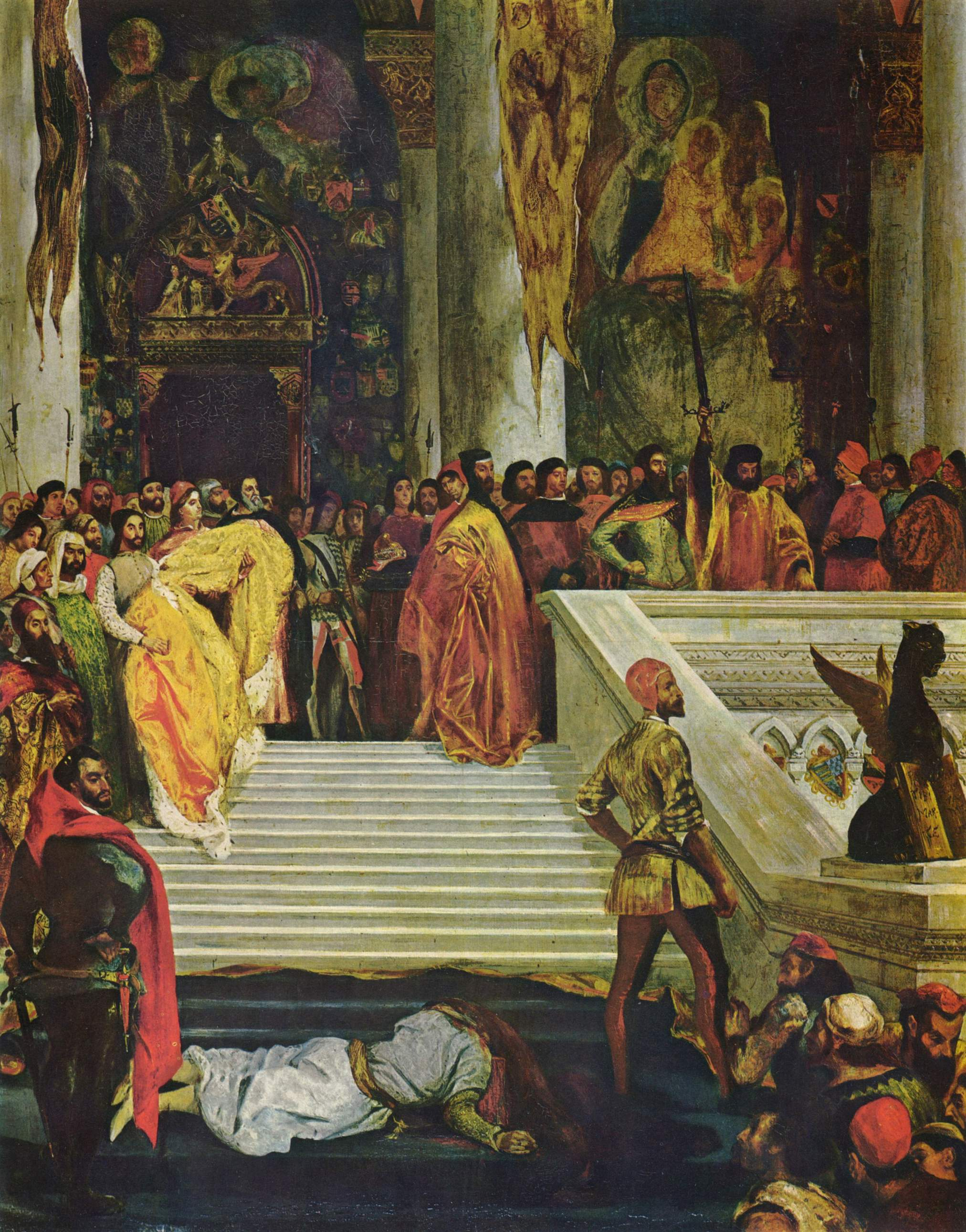
Э. Делакруа. Казнь дожа Марино Фальеро. 1827. Холст, масло. Собрание Уоллеса, Лондон

Лестница создана после пожара дворца в 1483 году по проекту архитектора из Вероны Антонио Риццо. Над созданием этого шедевра трудились мраморщики и резчики из Чертозы-ди-Павия, монастыря картезианского ордена, в котором проходил обучение архитектор. Лестница украшена рельефной резьбой, классическими пилястрами и интарсиями (врезками) узорчатого и разноцветного мрамора.
Парадная лестница служила не только входом в помещения второго этажа дворца, но имела и представительское значение. На верхней площадке проходили церемонии венчания венецианских дожей. На площадках лестничных маршей оглашали декреты венецианского Сената, здесь начинались и заканчивались важные государственные встречи и приёмы. В качестве символического пожелания удачной карьеры на двух опорах перил по сторонам укреплены две мраморные корзины с изображениями символических даров природы — зрелых фруктов. По сторонам круглых медальонов с гербами имеются рельефные изображения ник, богинь победы.
На верхней площадке Лестницы гигантов установлены две огромные мраморные статуи (от них лестница и получила своё название): Марса и Нептуна, символизирующие могущество Венецианской республики на суше и на море. Статуи создал Якопо Сансовино в 1554 году (установлены только в 1568 году).
Над всеми украшениями, на фасаде здания — лев Святого Марка, символ Венеции.
Лестница гигантов вошла в политическую историю Венеции. На средней площадке лестницы в 1355 году был обезглавлен мятежный дож Марино Фальер. Он неудачно пытался воспротивиться ограничению власти дожа выборным Советом десяти. Ради безопасности республики восьмидесятилетнего дожа казнили, а тело изувечили. Этому событию посвящены драма Джорджа Гордона Байрона «Марино Фальер, дож венецианский» (1820) и картина французского живописца Эжена Делакруа «Казнь дожа Марино Фальеро», написанная художником под впечатлением от прочитанной поэмы (1827).